# Tranvia Fornaci-Treviglio-Caravaggio
La tranvia Fornaci-Treviglio-Caravaggio era una linea tranviaria interurbana che collegava la frazione di Villa Fornaci di Gessate ai comuni di Treviglio e di Caravaggio tra gli anni ottanta del XIX secolo e gli anni venti del XX.
Nata come linea di raccordo fra due tranvie interurbane, la Lodi-Bergamo e la Milano-Vaprio, nel 1931 la stessa fu riqualificata e tramutata in una diramazione di quest'ultima. Fu soppressa nel 1972.

## Storia

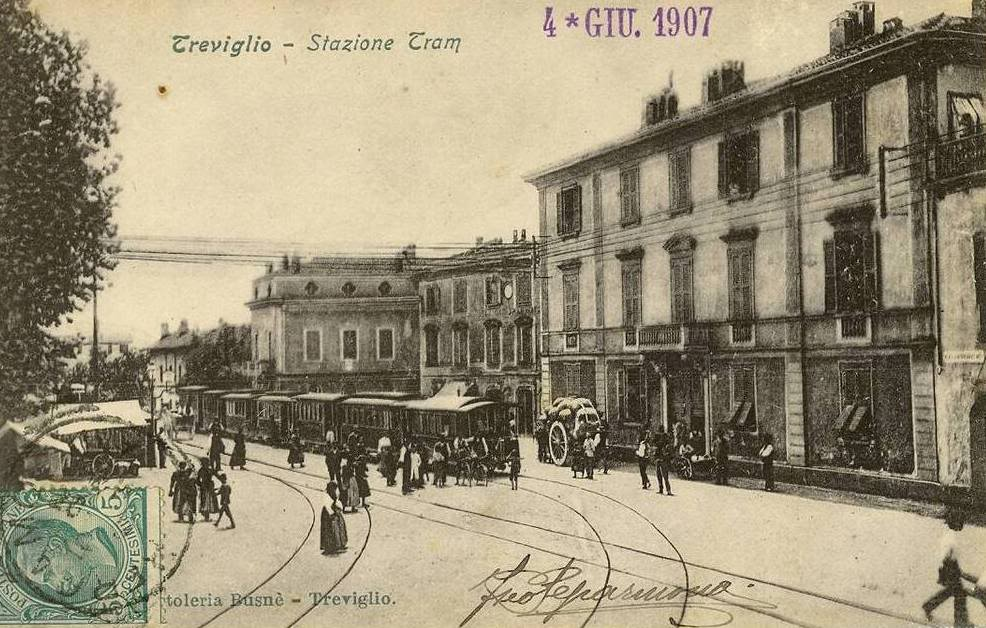
Treviglio, stazione tranviaria

Nel fervore delle costruzioni tranviarie che aveva caratterizzato la provincia di Milano alla fine degli anni settanta del XIX secolo era stata costruita e aperta all'esercizio la linea Milano-Vaprio che giungeva in riva all'Adda.
La necessità di trovare un modo per varcare il fiume, dato che Vaprio ai tempi era priva di ponte, creando un collegando tranviario tra la provincia di Milano e quella di Bergamo, spinse il cavalier Ferdinando Pistorius a chiedere la concessione di una linea interurbana che si separasse dalla prima tranvia all'altezza di Fornaci (in seguito Villa Fornaci) per dirigersi a Treviglio scavalcando l'Adda grazie al ponte di Cassano. Presso la cittadina trevigliese, la linea si sarebbe poi congiunta con un'altra tranvia in progetto, la Lodi-Bergamo, la cui concessione era stata rilasciata allo stesso Pistorius.
Pistorius ottenne la concessione il 17 marzo 1880. I lavori furono caratterizzati principalmente dalla risistemazione del ponte di Cassano il quale dovette essere adeguato al transito delle pesanti locomotive a vapore, rinforzando piloni e travate e riducendo la pendenza. La linea fu aperta il 15 agosto dello stesso anno.
Due anni dopo la linea fu incorporata nella rete della società Tramways a Vapore Interprovinciali di Milano, Bergamo e Cremona (TIP). Il 18 agosto 1882, l'amministrazione provinciale di Bergamo concesse a quest'ultima società la costruzione e l'esercizio del prolungamento Treviglio-Caravaggio il quale fu attivato l'11 maggio dell'anno seguente. Negli anni successivi, la TIP organizzò dei servizi tranviari speciali in direzione di Caravaggio e del suo Santuario nei giorni dell'Assunzione.
Il tronco Treviglio-Caravaggio fu il primo ad essere soppresso. Il 17 dicembre 1917 fu sospeso il servizio sia passeggeri sia merci, mentre il 2 settembre dell'anno successivo fu ordinato il disarmo. Due anni dopo fu sospeso anche il servizio sulla Cassano d'Adda-Treviglio, contemporaneamente a quanto avvenne sulla Lodi-Bergamo. Tuttavia, a seguito delle proteste della popolazione, fu riattivato il 15 febbraio 1925.
Si era nel periodo dell'acquisizione da parte della Società Trazione Elettrica Lombarda (STEL) di numerose linee interurbane del milanese. Con il Regio Decreto 29 luglio 1926, n. 1565, il Governo italiano approvò la convenzione con la quale la società del gruppo Edison otteneva l'esercizio di alcune linee tranviarie della TIP, tra cui la Villa Fornaci-Treviglio.

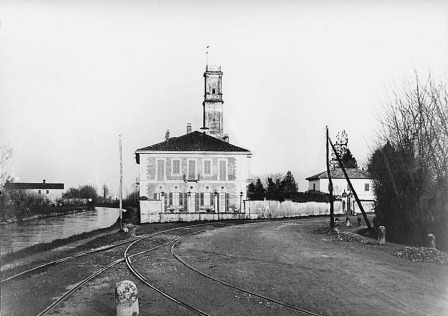
La fermata di Inzago ai primi del Novecento

La riqualificazione della linea prevedeva la sua elettrificazione in corrente continua con tensione da 1200 volt, lo spostamento del tracciato su marciatram e la creazione di una variante che aggirava l'abitato di Inzago. Tuttavia la STEL dispose anche la dismissione del tronco oltre Cassano d'Adda, costruendo un nuovo capolinea all'esterno del paese per favorire l'interscambio con le autolinee sostitutive. Il nuovo tracciato fu aperto il 20 ottobre 1931.
Il passaggio di gestione all'ATM milanese (1939) non modificò l'infrastruttura della linea fino agli anni sessanta, quando fu coinvolta nel progetto delle linee celeri dell'Adda. Con l'apertura del primo tronco fra piazzale Sire Raul e Gorgonzola (1968) i convogli bloccati costruiti appositamente dalla municipalizzata per il servizio interurbano giunsero fino a Cassano d'Adda, impegnando la nuova linea fino al deposito gorgonzolese e utilizzando la linea tranviaria per il resto del tracciato.
Il 4 dicembre 1972 con la metropolitanizzazione delle linee celeri, ovverosia con l'unificazione di queste nella linea 2 della metropolitana di Milano, l'ATM decise di sopprimere il servizio tranviario tra Gorgonzola e Cassano, sostituendolo con autocorse. La tranvia fu disarmata nella primavera seguente.

## Caratteristiche
| Unused urban continuation backward |

| Unknown route-map component "uexBHF" |

| Unknown route-map component "d" |  | Unknown route-map component "uexABZgl" | Unknown route-map component "uexCONTfq" | Unknown route-map component "d" |

| Unknown route-map component "uexBHF" |

| Unknown route-map component "uexBHF" |

| Unknown route-map component "uexhKRZWae" |

| Unknown route-map component "uexBHF" |

| Unknown route-map component "d" | Unknown route-map component "CONTgq" | Unknown route-map component "uxmKRZ" | Unknown route-map component "CONTfq" | Unknown route-map component "d" |

| Unknown route-map component "d" |  | Unknown route-map component "uexABZg+l" | Unknown route-map component "uexCONTfq" | Unknown route-map component "d" |

| Unknown route-map component "uexBHF" |

| Unknown route-map component "d" | Unknown route-map component "uexCONTgq" | Unknown route-map component "uexABZgr" |  | Unknown route-map component "d" |

| Unknown route-map component "d" | Unknown route-map component "CONTgq" | Unknown route-map component "uxmKRZ" | Unknown route-map component "CONTfq" | Unknown route-map component "d" |

| Unknown route-map component "uexKBHFe" |

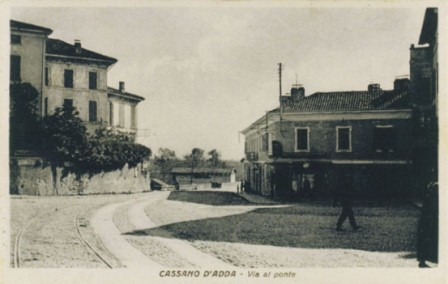
Cassano d'Adda, via Veneto con il binario della tranvia a vapore

La linea era una tranvia interurbana a binario semplice a scartamento ordinario tranviario italiano da 1445 mm.
La trazione fu a vapore dall'apertura della tranvia fino al 20 ottobre 1931, quando fu attivata la trazione elettrica a 1200 volt in corrente continua. L'alimentazione della linea fu assicurata dalla sottostazione elettrica del Deposito di Gorgonzola equipaggiata con due gruppi mutatori ognuno con una potenza di 600 kW. La sezione del filo di contatto era di 100 mm², mentre quella della fune portante era di 60 mm².
Per quanto riguarda l'armamento, il gruppo Pistorius applicò rotaie di tipo Vignoles dal peso di 18 kg/m. Nei centri abitati si adottò il sistema di affiancare alla rotaia principale un'altra rotaia Vignoles munita di distanziatori.
A seguito della riqualificazione della linea da parte della STEL, furono impiegate rotaie Vignoles da 28,3 kg/m nei tratti extraurbani e rotaie Phoenix da 48,75 kg/m in quelli urbani.

### Percorso
La linea tranviaria aveva in comune con la Milano-Vaprio un tratto di circa 550 metri, dal raddoppio di Villa Fornaci al bivio dell'attuale Padana Superiore (SS 11) con la strada del Brembo (ex SS 525).
La tranvia percorreva quindi in sede promiscua la Padana Superiore; il passaggio per Inzago seguiva il percorso della strada Postale Veneta, che divenne poi via Cavour, per proseguire lungo via Roma attraversando diagonalmente la centrale piazza Vittorio Emanuele; una seconda stazione sorgeva a Cassano d'Adda. Scavalcato l'Adda tramite il ponte di Cassano, la tranvia entrava in provincia di Bergamo. Proseguendo lungo la strada statale 11, la linea giungeva a Treviglio presso il quale avveniva la congiunzione con la Lodi-Bergamo.
La linea si immetteva lungo l'attuale via Caravaggio per giungere in piazza Locatelli dell'omonimo comune.
Con la ristrutturazione ad opera della STEL (1931), fu dismesso il tratto compreso tra Cassano d'Adda e Caravaggio. Lo scalo terminale all'ingresso di quest'ultimo comune fu spostato e fu aggirato anche l'attraversamento dell'abitato di Inzago con la costruzione di un tracciato esterno al paese che affiancava l'attuale strada statale Padana Superiore. Il restante tracciato fu spostato dalla sede promiscua a quella riservata, a lato della strada.